# Кенні Купер
Кеннет Скотт Купер-молодший (англ. Kenneth Scott Cooper, Jr; нар. 21 жовтня 1984, Балтімор, Меріленд, США), більш відомий як Кенні Купер (англ. Kenny Cooper) — колишній американський футболіст, нападник. Виступав у збірній США.

## Кар'єра

### Ранні роки
Батько Кенні — Кенні Купер-старший, колишній англійський воротар, грав за «Даллас Торнадо», що входив в Північноамериканську футбольну лігу. Кенні Купер-молодший народився 21 жовтня 1984 року в Балтиморі, штат Меріленд. З дитинства він мріяв піти по стопах батька, стати професійним футболістом. Після завершення кар'єри батька він з родиною переїжджає в Даллас. Кенні грає за молодіжну команду своєї школи і робить успіхи. Він привертає увагу декількох скаутів «Манчестер Юнайтед», серед яких був Джиммі Раян — колишній одноклубник батька Кенні. У 2003 році молодий нападник стає гравцем академії «Манчестер Юнайтед».

### Клубна
За весь час проведене в Манчестері, Купер так і не зміг вийти на поле. У 2004 році він був відправлений в оренду в португальський клуб «Академіка», відігравши там 10 матчів, після чого перейшов в «Олдем Атлетік», так само на правах оренди.

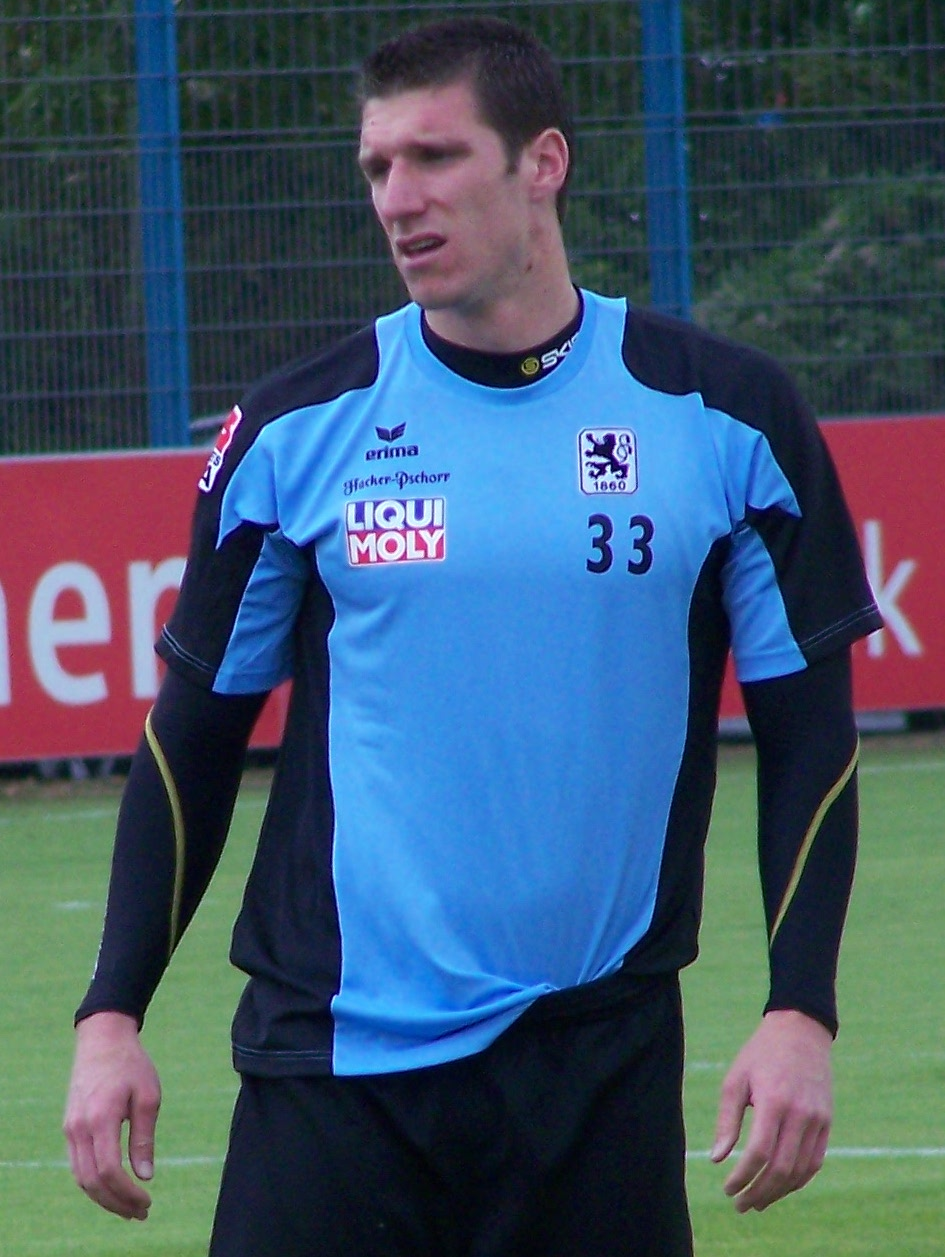
Кенні Купер у «Мюнхен 1860». 2009 рік.

У 2006 році Купер прийняв пропозицію «Далласа» і підписав з ним довгостроковий контракт. 1 квітня дебютував в команді у грі з «Чикаго Файр». у цій же грі забив свій перший гол. Зіграв у 31 грі і забив 11 м'ячів. Наступний сезон Купер почав жваво, забивши 4 голи у перших 8 матчах, але отримав травму великогомілкової кістки і вибув на довгий період. Влітку 2008 року міг перейти в «Кардіфф Сіті», а пізніше в норвезький «Русенборг», але «Даллас» відповів відмовою.
31 липня 2009 року Кенні Купер підписав трирічний контракт з клубом другої німецької Бундеслізі «Мюнхен 1860». Сума трансферу склала 700 тисяч доларів. Він забив свій перший гол у своєму дебютному матчі 9 серпня 2009 року. У 2010 році Кенні відправився в оренду в англійський клуб «Плімут Аргайл». Відігравши там 7 матчів, він повернувся в Німеччину.
У 2011 році «Мюнхен 1860» не став продовжувати контракт з Купером, і той перейшов на правах вільного агента в «Портленд Тімберз». 21 січня 2012 року був проданий в «Нью-Йорк Ред Буллз», сума угоди не розголошується. У 2013 році повернувся в «Даллас». По закінченні сезону Купер не зміг домовитися з керівництвом про новий контракт. 19 грудня 2013 року був обміняний на Адама Моффата з команди «Сіетл Саундерз».
12 квітня 2015 року Купер перейшов у канадський «Монреаль Імпакт», що також грав у MLS, але через травми зіграв за клуб лише один матч.

### У збірній
Дебютував у збірній США 20 січня 2007 року в матчі зі збірною Данії, відзначившись голом під завісу зустрічі. Свій другий гол Купер забив вже у своєму другому матчі у грі проти збірної Гватемали.
Влітку 2009 року поїхав на Золотий кубок КОНКАКАФ, свій єдиний великий турнір, на якому забив ще два голи.
Всього за збірну провів 10 матчів і забив 4 голи.

## Статистика
| Клуб               | Сезон   | Чемпіонат | Чемпіонат | Кубок | Кубок | Кубок ліги | Кубок ліги | Континентальні | Континентальні | Інші | Інші | Всього | Всього |
| Клуб               | Сезон   | Ігри      | Голи      | Ігри  | Голи  | Ігри       | Голи       | Ігри           | Голи           | Ігри | Голи | Ігри   | Голи   |
| ------------------ | ------- | --------- | --------- | ----- | ----- | ---------- | ---------- | -------------- | -------------- | ---- | ---- | ------ | ------ |
| Манчестер Юнайтед  | 2004–05 | 0         | 0         | 0     | 0     | 0          | 0          | 0              | 0              | 0    | 0    | 0      | 0      |
| Манчестер Юнайтед  | 2005–06 | 0         | 0         | 0     | 0     | 0          | 0          | 0              | 0              | 0    | 0    | 0      | 0      |
| «Академіка»        | 2004–05 | 10        | 0         |       |       |            |            |                |                |      |      | 10     | 0      |
| Олдем Атлетік      | 2004–05 | 7         | 3         | 1     | 0     | 0          | 0          | –              | –              | 1    | 0    | 9      | 3      |
| Даллас             | 2006    | 31        | 11        | 2     | 3     | –          | –          | –              | –              | 2    | 0    | 35     | 14     |
| Даллас             | 2007    | 14        | 4         | –     | –     | –          | –          | –              | –              | 2    | 0    | 16     | 4      |
| Даллас             | 2008    | 30        | 18        | 2     | 1     | –          | –          | –              | –              | –    | –    | 32     | 19     |
| Даллас             | 2009    | 15        | 7         | 1     | 0     | –          | –          | –              | –              | –    | –    | 16     | 7      |
| Мюнхен 1860        | 2009–10 | 6         | 1         |       |       | –          | –          | –              | –              | –    | –    | 6      | 1      |
| Мюнхен 1860        | 2010–11 | 7         | 1         | 2     | 1     | –          | –          | –              | –              | –    | –    | 9      | 2      |
| Плімут Аргайл      | 2009–10 | 7         | 0         | 0     | 0     | 0          | 0          | –              | –              | –    | –    | 7      | 0      |
| Портленд Тімберз   | 2011    | 34        | 8         | –     | –     | –          | –          | –              | –              | –    | –    | 34     | 8      |
| Нью-Йорк Ред Буллз | 2012    | 33        | 18        | 2     | 1     | –          | –          | –              | –              | 2    | 0    | 37     | 19     |
| Даллас             | 2013    | 31        | 6         | 2     | 2     | –          | –          | 0              | 0              | –    | –    | 33     | 8      |
| «Сіетл Саундерз»   | 2014    | 22        | 3         | 4     | 6     | 0          | 0          | 0              | 0              | 1    | 0    | 27     | 9      |
| «Сіетл Саундерз»   | 2015    | 0         | 0         | 0     | 0     | 0          | 0          | 0              | 0              | 0    | 0    | 0      | 0      |
| «Монреаль Імпакт»  | 2015    | 1         | 0         | 0     | 0     | 0          | 0          | 0              | 0              | 0    | 0    | 1      | 0      |
| Всього             | Всього  | 248       | 80        | 16    | 14    | 0          | 0          | 0              | 0              | 8    | 0    | 272    | 94     |

## Титули і досягнення
- Срібний призер Золотого кубка КОНКАКАФ: 2009